# Stanwick St John
Stanwick St John – wieś w Anglii, w hrabstwie North Yorkshire, w dystrykcie (unitary authority) North Yorkshire. Leży 73 km na północny zachód od miasta York i 349 km na północ od Londynu.